# Conclave del 1823
Il conclave del 1823 venne convocato a seguito della morte del papa Pio VII, avvenuta il 20 agosto 1823, e si concluse con l'elezione del cardinale Annibale della Genga col nome di Leone XII.

## Situazione generale
Il 7 luglio 1823 Pio VII si ruppe una gamba in seguito a una grave caduta e le complicazioni che ne derivarono lo portarono alla fine. Il 16 luglio un incendio devastò la Basilica di San Paolo fuori le Mura della quale era stato abate, ma non gli fu detto nulla per non aggravare la sua penosa agonia. Spirò il 20 agosto nel Palazzo del Quirinale all'età di 81 anni e 6 giorni, quando numerosi cardinali erano già giunti nell'Urbe consci dell'imminente morte del pontefice.
Appena morto il papa, il cardinale Giulio Maria della Somaglia fece sapere di essere in possesso di alcuni plichi con l'ordine tassativo di aprirli subito dopo il decesso di Pio VII. Aperto l'incartamento si vide erano stati scritti a Fontainebleau durante l'esilio napoleonico. Pio VII ordinava per iscritto che i cardinali si riunissero subito dopo la sua morte, e, derogando a tutte le antiche costituzioni e prendendo in considerazione solo l'impero delle condizioni de' tempi e i pericoli della Chiesa, eleggessero un papa in tempi brevissimi, anche immediatamente ed a pluralità di voci. Il documento aggiungeva che il papa si eleggesse con i due terzi dei voti, come avveniva di consueto.
Intervenne allora il segretario del Sacro Collegio, monsignor Mazio, che si disse depositario di un altro documento firmato da Pio VII nel 1821. Mazio disse che il pontefice ordinava che si procedesse istantaneamente alla scelta del successore, possibilmente per acclamazione alla presenza del suo cadavere ancora tiepido, e che non perdessero tempo con esequie e sepoltura, ma pensassero prima all'elezione, da farsi in segreto e senza attendere i cardinali fuori Roma né avvisare e ragguagliare le Corti estere, prima che il grave atto fosse compiuto. I cardinali, tuttavia, dichiararono che le circostanze in cui furono scritti quei documenti non erano più applicabili a' tempi attuali.
I decreti d'urgenza di Pio VII, dunque, in quel momento non avevano più ragione d'essere.

## Il primo conclave al Palazzo del Quirinale
Il conclave del 1823 fu il primo ad essere riunito nel Palazzo del Quirinale anziché in quello del Vaticano. Erano trascorsi quasi cinquant’anni dall’ultimo conclave romano, che nel 1775 aveva eletto Pio VI. Infatti, nel 1799 Roma era occupata dalle truppe francesi e il Sacro Collegio Cardinalizio si era rifugiato a Venezia, sotto l’Impero asburgico, dove nel 1800 elesse Pio VII. 
Già dal XVII secolo il Palazzo del Quirinale era stato preferito come residenza dai pontefici rispetto al Vaticano, periferico e in un’area malsana, vicino alle sponde paludose del Tevere. Ciò malgrado, il Quirinale era comunemente percepito solo come residenza stagionale, estiva, del romano pontefice.
Le ragioni di tale preferenza risiedono nella vicinanza del Quirinale alle sedi delle congregazioni pontificie, ovvero i dicasteri attraverso i quali la Curia governava la Chiesa e lo Stato. Il Quirinale divenne così di fatto la residenza del pontefice nella sua qualità di sovrano temporale, complementare a quella del Vaticano, che costituiva la sede del papa capo della Chiesa. Il palazzo del Quirinale non sostituì quindi il Vaticano, dedicato soprattutto ai riti e alle cerimonie religiose, ma gli si affiancò nella prassi.

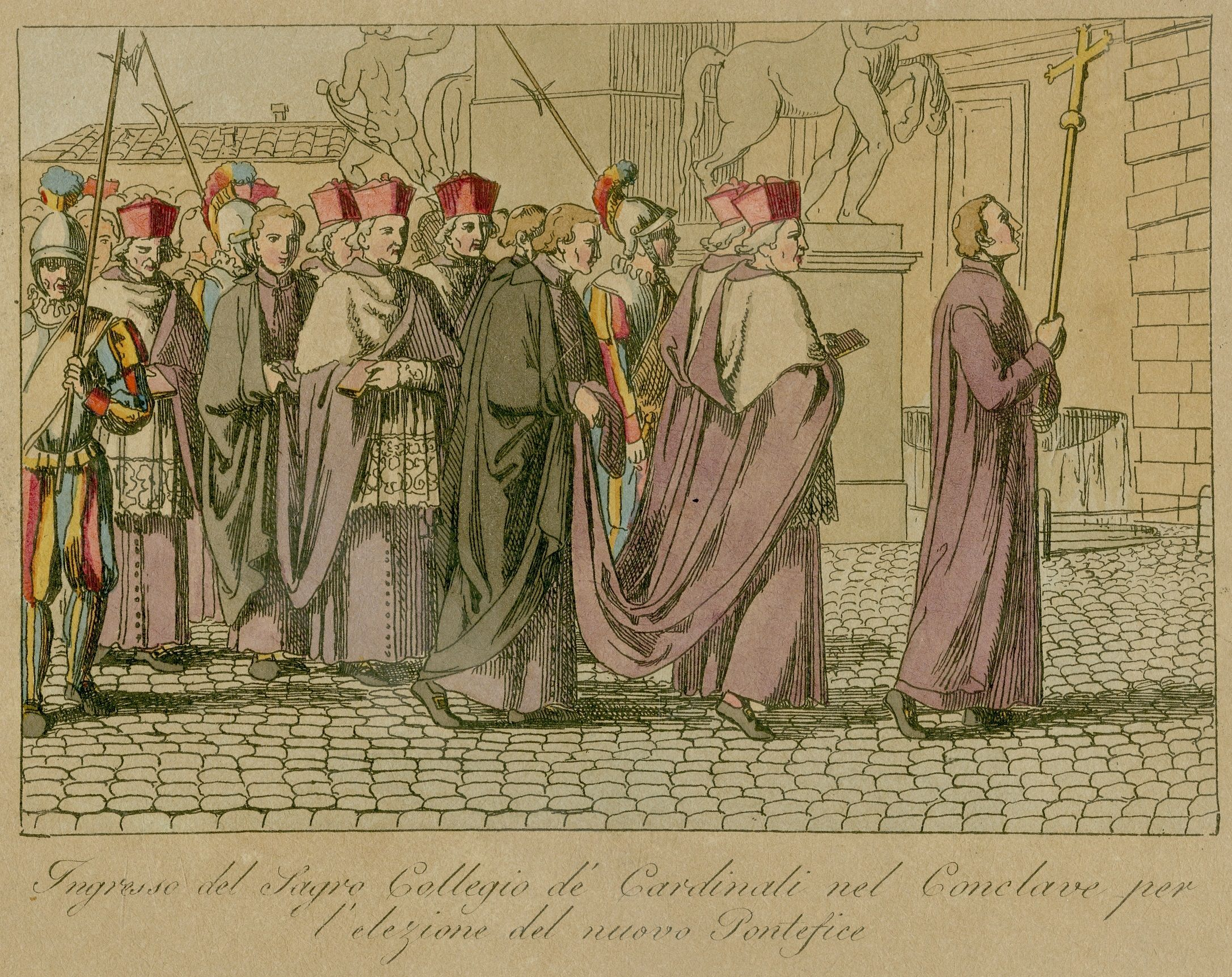
Giuseppe Capparoni, Ingresso dei cardinali nel conclave allestito nel Palazzo del Quirinale, 1829-1830, acquaforte

I drammatici avvenimenti che a seguito della Rivoluzione francese segnarono la fine dell’Antico Regime investirono la Santa Sede con le occupazioni di Roma e le prigionie di Pio VI e di Pio VII, e portarono di necessità ad una generale e profonda riconfigurazione della Chiesa.
Alla morte di Pio VII, avvenuta il 20 agosto 1823, si prospettò un conclave dall’esito imprevedibile, agitato da forti tensioni interne ed insidiato dall’interferenza delle corone europee. La stessa sede tradizionale del conclave, il Palazzo del Vaticano, era messa in discussione. Con varie motivazioni furono proposti in alternativa la Chiesa Nuova, Santa Maria sopra Minerva o Sant’Agostino, financo la monumentale Sacrestia di San Pietro. Oltre al motivo dell’aria cattiva, attribuita all’area vaticana, altre considerazioni, di ordine politico, facevano propendere per una sede più centrale, dove fosse più facile il controllo dell’ordine pubblico. Poco tempo era trascorso dai moti del '20 e del '21, e appena qualche settimana dall’incendio che aveva semidistrutto l’antica basilica di San Paolo fuori le mura, un disastro attribuito con convinzione dall’opinione pubblica romana all’opera dei rivoluzionari
Fu scelto infine il Palazzo del Quirinale. Non fu facile adattare la residenza pontificia alla nuova funzione. Le persiane del palazzo furono serrate, la finestra della Loggia delle Benedizioni venne murata, il portone principale restò aperto ma presidiato da soldati e le due estremità della via Pia (oggi via del Quirinale) vennero chiuse da cancelli di legno. Con tramezzi di legno furono anche costruite le celle dove avrebbero vissuto i cardinali durante il conclave, segregati, ma non troppo, dalle interferenze esterne.
La scelta della nuova sede causò anche molte incertezze nel cerimoniale e alcuni adattamenti del momento, mancando i testimoni diretti dell’ultimo conclave romano a causa del lungo intervallo di tempo intercorso.
La sicurezza della città in tempo di sede vacante e del Sacro Collegio dei cardinali riuniti per l’elezione al Quirinale fu assicurata dal principe Agostino Chigi, che aveva la carica ereditaria di maresciallo del conclave e di custode di Santa Romana Chiesa.
Nella nuova sede non mancarono episodi divertenti, rilevati con la consueta arguzia dal popolo romano. A causa del caldo della stagione estiva ed al fumo proveniente dalle stufe dove si bruciavano le schede di votazione, era necessario tenere aperte le finestre. Così, una notte un barbagianni entrò nelle ampie gallerie del palazzo seminando il panico. Nelle satire romane “il sinistro augello notturno” che pretende di sostituirsi alla colomba dello Spirito Santo visualizza plasticamente il timore delle interferenze esterne sui cardinali riuniti nel conclave.
Il 28 settembre 1823 il cardinale Annibale della Genga venne eletto papa, prendendo il nome di Leone XII. È il primo dei pochi pontefici eletti al Quirinale: seguiranno Pio VIII (1829), Gregorio XVI (1831) e Pio IX (1846), il papa che subirà la fine del potere temporale della Chiesa a seguito della presa di Roma, nel 1870. Di qui il forzato abbandono della residenza del Quirinale e il definitivo ritiro nel Palazzo del Vaticano.

## Le votazioni
La lunghezza del papato di Pio VII, 23 anni, portò a un completo rinnovamento del collegio cardinalizio. Solamente Giulio Maria della Somaglia e Fabrizio Ruffo, infatti, erano già cardinali quando Pio VII venne eletto nel 1800. In questo modo, 47 dei 49 cardinali presenti (su un totale di 54) non avevano alcuna esperienza di un conclave.
Il collegio cardinalizio era diviso in due tendenze: una parte desiderava una chiesa fortemente accentratrice e opposta alla riforme nate dalla rivoluzione, mentre l'altra preferiva favorire un approccio per risolvere i problemi nati dalle nuove ideologie. Il portabandiera di questo secondo gruppo era il cardinale Ercole Consalvi. Ma a parte la consueta divisione tra "zelanti" e "moderati", secondo quanto riferisce l'ambasciatore austriaco Apponyi, "lo spirito dominante era quello della passione, dell'odio e della vendetta... Umiliare il cardinal Consalvi, distruggere la sua creazione, era diventato, per così dire, il prezzo del papato". Il candidato dei conservatori era Antonio Gabriele Severoli, considerato contrario alla politica interventista di Metternich. Il candidato dell'altro fronte era il Castiglioni, apertamente votato all'Austria. In ultima istanza, considerata l'imponente eredità lasciata dall'epopea rivoluzionaria e l'approccio moderato e conciliatore del Consalvi nei confronti del nuovo scenario europeo, con la lunga serie di concordati, il conclave diventò un referendum sulla continuazione o abbandono della sua politica.
Il conclave ebbe inizio il 2 settembre, ma le votazioni ebbero luogo solamente a partire dal giorno dopo. Nel primo scrutinio, Severoli ricevette 8 voti, Castiglioni 5, Pacca, il camerlengo, 2, mentre Consalvi solamente 1. Nelle giornate successive gli scrutini si susseguirono infruttuosi, risultando appaiati della Somaglia e Severoli, i cui suffragi oscillavano tra i 15 e i 20. Il 14 settembre l'ambasciatore Apponyi, ricevuto dai cardinali, dichiarò che il cardinale Albani rappresenterebbe un gradito candidato alla corte asburgica. 
Il 15 settembre della Somaglia aveva 15 voti mentre Severoli 19. Nella giornata successiva i moderati vicini a Consalvi, sostenuti dai francesi proposero Castiglioni che raggiunse i 9 suffragi facendo perdere consensi a Severoli. Tuttavia il 17 settembre Severoli aveva 20 voti, mentre della Somaglia 16, seguito da Castiglioni con 9. I sostenitori del Severoli riuscirono a guadagnare qualche voto riuscendo a fargli raggiungere la quota di 26 nella giornata del 21, cioè 7 voti in meno del quorum. Era nell'aria che lo scrutinio successivo si sarebbe rivelato decisivo ai fini dell'elezione per cui si tenne un incontro di emergenza tra il cardinale Albani e i cardinali francesi e del Regno delle due Sicilie per fermare Severoli.
Quando dunque il cardinale Antonio Gabriele Severoli arrivò a soli sette voti dall'elezione, il cardinale Giuseppe Albani si alzò in piedi e lesse un foglio che teneva in tasca:
(Cardinale Giuseppe Albani)
Contro Severoli, dunque, si abbatté lo ius exclusivae di Francesco I d'Austria. Il giorno successivo l'ambasciatore francese, il duca di Laval, fece pervenire ai cardinali francesi una lettera nella quale la corte Borbone si esprimeva non favorevole a qualsiasi candidato degli "zelanti", compreso Annibale della Genga. Il gruppo di Severoli, chiese al loro escluso candidato di scegliere un'alternativa da sostenere ed egli indicò Della Genga, mentre la fazione di Consalvi puntò su Castiglioni. Ma poiché quest'ultimo era molto vicino a Ercole Consalvi e poiché era in cattive condizioni di salute, la sua candidatura sfumò.
Per risolvere la situazione di stallo si verificò un compromesso tra gli zelanti e i sostenitori di Castiglioni per fermare della Somaglia, che rimaneva ben quotato. La candidatura del cardinale Giulio Maria della Somaglia, infatti, sfumò a causa dell'appellativo rivoluzionario Cittadino Somaglia che egli utilizzò durante l'occupazione dello Stato Pontificio a opera di Napoleone Bonaparte. In breve i voti convogliarono su della Genga, che raggiunse le 34 preferenze nella giornata del 28 settembre e risultò canonicamente eletto, scegliendo il nome di Leone XII.

## Lista dei partecipanti

### Presenti in conclave
| Nome                                    | Paese                     | Titolo | Ruolo | Nascita    | Concistoro |
| --------------------------------------- | ------------------------- | --- | --- | ---------- | ---------- |
| Giulio Maria della Somaglia             | Stato Pontificio          | Cardinale presbitero in commendam di San Lorenzo in Damaso                                                     | Decano del Collegio Cardinalizio, Prefetto della Congregazione dei Riti, Arciprete della Basilica di San Giovanni in Laterano, Segretario della Congregazione della Romana e Universale Inquisizione, Vice-Cancelliere di Santa Romana Chiesa, Prefetto della Congregazione del Cerimoniale, Governatore di Velletri | 29/07/1744 | 01/06/1795 |
| Giuseppe Spina                          | Regno di Sardegna         | Cardinale vescovo di Palestrina                                                                                | Legato apostolico di Bologna | 11/03/1756 | 23/02/1801 |
| Francesco Saverio Castiglioni           | Stato Pontificio          | Cardinale vescovo di Frascati                                                                                  | Penitenziere maggiore; Prefetto della Congregazione dell'Indice dei Libri Proibiti | 20/11/1761 | 08/03/1816 |
| Carlo Odescalchi                        | Stato Pontificio          | Cardinale presbitero dei Santi XII Apostoli                                                                    | Arcivescovo metropolita di Ferrara | 05/03/1785 | 10/03/1823 |
| Tommaso Riario Sforza                   | Regno delle Due Sicilie   | Cardinale diacono di San Giorgio in Velabro                                                                    | Maestro di Camera emerito della Corte Pontificia | 08/01/1782 | 10/03/1823 |
| Giuseppe Firrao                         | Regno delle Due Sicilie   | Cardinale presbitero di Sant'Eusebio                                                                           | Cardinale protopresbitero; Segretario emerito della Congregazione dei vescovi e regolari | 20/07/1736 | 23/02/1801 |
| Carlo Francesco Caselli O.S.M.          | Regno di Sardegna         | Cardinale presbitero di San Marcello                                                                           | Vescovo di Parma | 20/10/1740 | 23/02/1801 |
| Francesco Cesarei Leoni                 | Stato Pontificio          | Cardinale presbitero di Santa Maria del Popolo                                                                 | Vescovo di Jesi | 01/01/1757 | 08/03/1816 |
| Dionisio Bardaxí y Azara                | Regno di Spagna           | Cardinale presbitero di Sant’Agnese fuori le mura                                                              | Auditore emerito della Rota Romana per la Spagna | 07/10/1760 | 08/03/1816 |
| Giorgio Doria Pamphilj Landi            | Stato Pontificio          | Cardinale presbitero di Santa Cecilia                                                                          | Prefetto della Congregazione per le Indulgenze e le Sacre Reliquie | 17/11/1772 | 08/03/1816 |
| Antonio Lamberto Rusconi                | Stato Pontificio          | Cardinale presbitero dei Santi Giovanni e Paolo                                                                | Vescovo di Imola | 19/06/1743 | 08/03/1816 |
| Pietro Francesco Galleffi               | Stato Pontificio          | Cardinale vescovo di Albano                                                                                    | Arciprete della Basilica di San Pietro in Vaticano; Presidente della Fabbrica di San Pietro; Abate commendatario di Subiaco | 27/10/1770 | 11/07/1803 |
| Luigi Ercolani                          | Stato Pontificio          | Cardinale diacono e presbitero pro hac vice di San Marco                                                       | Prefetto dell'Economia della Congregazione di Propaganda Fide | 17/10/1758 | 08/03/1816 |
| Antonio Pallotta                        | Stato Pontificio          | Cardinale presbitero di San Silvestro in Capite                                                                | Uditore generale emerito della Camera Apostolica; Legato a latere di Campagna e Marittima | 23/02/1770 | 10/03/1823 |
| Paolo Giuseppe Solaro                   | Regno di Sardegna         | Cardinale presbitero di San Pietro in Vincoli                                                                  | Vescovo emerito di Aosta | 24/01/1743 | 23/09/1816 |
| Carlo Maria Pedicini                    | Regno delle Due Sicilie   | Cardinale presbitero di Santa Maria in Via                                                                     | Segretario della Congregazione di Propaganda Fide | 02/11/1769 | 10/03/1823 |
| Pietro Gravina                          | Regno delle Due Sicilie   | Cardinale presbitero di San Lorenzo in Panisperna                                                              | Arcivescovo metropolita di Palermo; Primate di Sicilia | 16/12/1749 | 08/03/1816 |
| Carlo Oppizzoni                         | Regno Lombardo-Veneto     | Cardinale presbitero di San Bernardo alle Terme Diocleziane                                                    | Arcivescovo metropolita di Bologna | 15/04/1769 | 26/03/1804 |
| Giacinto Placido Zurla O.S.B. Cam.      | Regno Lombardo-Veneto     | Cardinale presbitero di Santa Croce in Gerusalemme                                                             | | 02/04/1769 | 10/03/1823 |
| Annibale della Genga Sermattei          | Stato Pontificio          | Cardinale presbitero di Santa Maria in Trastevere                                                              | Prefetto della Congregazione dell'immunità ecclesiastica; Vicario generale di Sua Santità per la Diocesi di Roma; Arciprete della Basilica Liberiana di Santa Maria Maggiore; eletto papa | 02/08/1760 | 08/03/1816 |
| Antonio Gabriele Severoli               | Stato Pontificio          | Cardinale presbitero di Santa Maria della Pace                                                                 | Vescovo di Viterbo e Tuscania; Pro-Datario di Sua Santità | 28/02/1757 | 08/03/1816 |
| Giovanni Francesco Falzacappa           | Stato Pontificio          | Cardinale presbitero dei Santi Nereo e Achilleo                                                                | Vescovo di Ancona e Numana | 07/04/1767 | 10/03/1823 |
| Johann Casimir von Häffelin             | Regno di Baviera          | Cardinale presbitero di Sant’Anastasia                                                                         | Ambasciatore del Regno di Baviera presso la Santa Sede | 03/01/1737 | 06/04/1818 |
| Anne-Antoine-Jules de Clermont-Tonnerre | Regno di Francia          | Cardinale presbitero di Santissima Trinità al Monte Pincio                                                     | Arcivescovo metropolita di Tolosa | 01/01/1749 | 02/12/1822 |
| Francesco Bertazzoli                    | Stato Pontificio          | Cardinale presbitero di Santa Maria sopra Minerva                                                              | Elemosiniere apostolico di Sua Santità, | 01/05/1754 | 10/03/1823 |
| Francesco Serlupi Crescenzi             | Stato Pontificio          | Cardinale presbitero di Santa Prassede                                                                         | Decano emerito della Rota Romana | 26/10/1755 | 10/03/1823 |
| Luigi Pandolfi                          | Stato Pontificio          | Cardinale presbitero di Santa Sabina                                                                           | Segretario della Congregazione della Sacra Consulta | 06/09/1751 | 10/03/1823 |
| Fabrizio Turriozzi                      | Stato Pontificio          | Cardinale presbitero di Santa Maria in Ara Coeli                                                               | Assessore emerito della Congregazione della Romana e Universale Inquisizione | 16/11/1755 | 10/03/1823 |
| Joseph Fesch                            | Regno di Francia          | Cardinale presbitero di San Lorenzo in Lucina; Cardinale presbitero in commendam di Santa Maria della Vittoria | Arcivescovo metropolita di Lione; Primate delle Gallie | 03/01/1763 | 17/01/1803 |
| Anne-Louis-Henri de La Fare             | Regno di Francia          | Cardinale presbitero di Santa Maria in Traspontina                                                             | Arcivescovo metropolita di Sens | 08/09/1752 | 16/05/1823 |
| Ercole Dandini                          | Stato Pontificio          | Cardinale presbitero di Santa Balbina                                                                          | Vescovo eletto di Osimo e Cingoli | 25/07/1759 | 10/03/1823 |
| Fabrizio Dionigi Ruffo                  | Regno delle Due Sicilie   | Cardinale diacono di Santa Maria in Via Lata; Cardinale protodiacono                                           | Gran Priore di Roma del Sovrano Militare Ordine di Malta; Prefetto della Congregazione delle Acque | 16/09/1744 | 26/09/1791 |
| Emmanuele De Gregorio                   | Regno delle Due Sicilie   | Cardinale presbitero in commendam dei Santi Bonifacio e Alessio                                                | Archimandrita del Santissimo Salvatore; Prefetto della Congregazione del Concilio | 18/12/1758 | 08/03/1816 |
| Agostino Rivarola                       | Regno di Sardegna         | Cardinale diacono di Sant'Agata alla Suburra                                                                   | Prefetto emerito del Palazzo Apostolico | 14/03/1758 | 01/10/1817 |
| Giuseppe Morozzo Della Rocca            | Regno di Sardegna         | Cardinale presbitero di Santa Maria degli Angeli                                                               | Arcivescovo-vescovo di Novara | 12/03/1758 | 08/03/1816 |
| Fabrizio Sceberras Testaferrata         | Impero britannico         | Cardinale presbitero di Santa Pudenziana                                                                       | Arcivescovo-vescovo di Imola | 01/04/1757 | 08/03/1816 |
| Bartolomeo Pacca                        | Regno delle Due Sicilie   | Cardinale vescovo di Porto e Santa Rufina                                                                      | Camerlengo di Santa Romana Chiesa; Prefetto della Congregazione dei vescovi e regolari; Arciprete della Basilica di San Giovanni in Laterano; Abate commendatario di Santa Maria di Valdiponte; Cardinale protettore dell'Almo collegio Capranica                                                                    | 23/12/1756 | 23/02/1801 |
| Tommaso Arezzo                          | Granducato di Toscana     | Cardinale vescovo di Sabina;                                                                                   | Legato apostolico di Ferrara | 16/12/1756 | 08/03/1816 |
| Ercole Consalvi                         | Stato Pontificio          | Cardinale diacono di Santa Maria ad Martyres                                                                   | Cardinale Segretario di Stato di Sua Santità; Pro-prefetto della Congregazione di Propaganda Fide; Pro-prefetto della Congregazione sopra la Correzione dei Libri della Chiesa Orientale; Segretario dei Brevi Apostolici; Bibliotecario di Santa Romana Chiesa                                                      | 08/06/1757 | 08/06/1800 |
| Antonio Maria Frosini                   | Ducato di Modena e Reggio | Cardinale diacono di Santa Maria in Cosmedin                                                                   | Governatore di Castel Gandolfo | 08/09/1751 | 10/03/1823 |
| Stanislao Sanseverino                   | Regno delle Due Sicilie   | Cardinale diacono di Santa Maria in Portico Campitelli                                                         | Legato apostolico di Forlì | 13/07/1764 | 08/03/1816 |
| Giuseppe Albani                         | Regno di Sardegna         | Cardinale diacono di Santa Maria in Aquiro                                                                     | Camerlengo emerito del Collegio Cardinalizio | 04/12/1755 | 06/04/1818 |
| Luigi Ruffo Scilla                      | Regno delle Due Sicilie   | Cardinale presbitero di San Martino ai Monti                                                                   | Arcivescovo metropolita di Napoli | 25/08/1750 | 23/02/1801 |
| Cesare Guerrieri Gonzaga                | Regno Lombardo-Veneto     | Cardinale diacono di Sant'Adriano al Foro                                                                      | Prefetto della Congregazione del Censo | 02/03/1749 | 27/09/1819 |
| Cesare Brancadoro                       | Stato Pontificio          | Cardinale presbitero di Sant'Agostino                                                                          | Arcivescovo metropolita di Fermo | 28/08/1755 | 23/02/1801 |
| Giovanni Caccia Piatti                  | Regno di Sardegna         | Cardinale diacono dei Santi Cosma e Damiano                                                                    | Camerlengo del Collegio Cardinalizio | 08/03/1751 | 08/03/1816 |
| Pietro Vidoni                           | Regno Lombardo-Veneto     | Cardinale diacono di San Nicola in Carcere                                                                     | Delegato apostolico emerito di Urbino | 02/09/1759 | 08/03/1816 |
| Benedetto Naro                          | Stato Pontificio          | Cardinale presbitero di San Clemente                                                                           | Prefetto della Congregazione della Disciplina dei Regolari; Arciprete della Basilica Liberiana di Santa Maria Maggiore | 26/07/1744 | 08/03/1816 |

### Assenti in conclave
| Nome                                | Paese                | Titolo                                         | Ruolo                                | Nascita    | Concistoro |
| ----------------------------------- | -------------------- | ---------------------------------------------- | ------------------------------------ | ---------- | ---------- |
| Rodolfo Giovanni d'Asburgo-Lorena   | Impero austriaco     | Cardinale presbitero di San Pietro in Montorio | Arcivescovo metropolita di Olomouc   | 08/01/1788 | 04/06/1819 |
| Domenico Spinucci                   | Stato Pontificio     | Cardinale presbitero di San Callisto           | Arcivescovo metropolita di Benevento | 02/03/1739 | 08/03/1816 |
| Carlos da Cunha e Menezes           | Regno del Portogallo | Cardinale presbitero                           | Patriarca di Lisbona                 | 09/04/1759 | 27/09/1819 |
| Louis-François de Bausset-Roquefort | Regno di Francia     | Cardinale presbitero                           | Vescovo emerito di Alès              | 14/12/1748 | 28/07/1817 |